# カンパーナ
カンパーナ（イタリア語: Campana）は、イタリア共和国カラブリア州コゼンツァ県にある、人口約1,700人の基礎自治体（コムーネ）。

## 地理

### 位置・広がり

#### 隣接コムーネ
隣接するコムーネは以下の通り。括弧内のKRはクロトーネ県所属を示す。
- ボッキリエーロ
- マンダトリッチョ
- パッラゴリーオ (KR)
- ピエトラパオラ
- サヴェッリ (KR)
- スカーラ・コエーリ
- ウンブリアーティコ (KR)
- ヴェルツィーノ (KR)